# Burg Hohenzollern

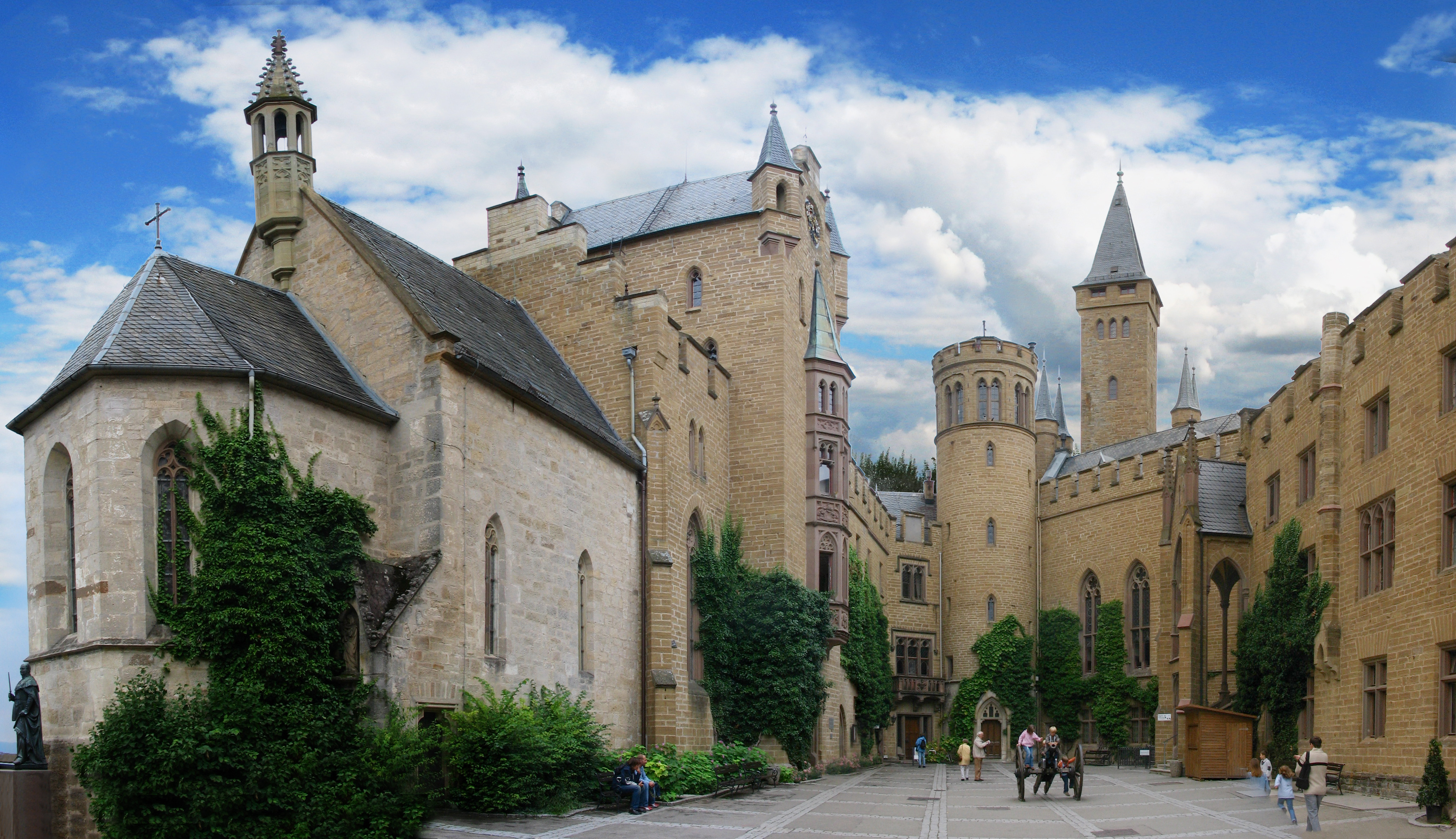
Inre borggården.

Burg Hohenzollern är en restaurerad, ursprungligen medeltida borg i Baden-Württemberg i Tyskland, belägen vid orten Zimmern i Bisingens kommun, söder om Hechingen.
Borgen har sitt namn efter berget Hohenzollern som den står på och är stamgods för ätten Hohenzollern, vars yngre frankiska gren sedermera blev kungar av Preussen och kejsare av Tyskland. 

## Historia
Den första borgen uppfördes på 1000-talet. Denna förstördes 1423, återuppbyggdes 1454 men blev åter raserad under trettioåriga kriget. Borgen restaurerades i romantiserande nygotisk stil under kung Fredrik Vilhelm IV av Preussen 1850–67, efter ritningar av Friedrich August Stüler.

## Användning
Borgen har sedan 1800-talets restaurering haft en representativ funktion för huset Hohenzollern och har endast varit bebodd under kortare perioder. Sedan kejsardömets avskaffande 1918 är borgen fortfarande i släktens ägo. Slottet kom efter andra världskriget att överta delar av Berlins Hohenzollernmuseums samlingar som fallit i de västallierades händer, bland dessa Vilhelm II:s kungakrona.
Idag är borgen privatägt museum och ett populärt turistmål, med många konsertarrangemang, utställningar och marknader.